# Contea di Yankton
La contea di Yankton ( in inglese Yankton County ) è una contea dello Stato del Dakota del Sud, negli Stati Uniti. La popolazione al censimento del 2000 era di 21 652 abitanti. Il capoluogo di contea è Yankton.